# Gazebo (cantante)
Gazebo, pseudonimo di Paul Mazzolini (Beirut, 18 febbraio 1960), è un cantante, musicista, arrangiatore e produttore discografico italiano, affermatosi negli anni ottanta nel filone musicale della Italo disco. Nei primi anni di carriera è riuscito a vendere più di 12 milioni di dischi.

## Biografia

### Famiglia e studi
Nato a Beirut in Libano, è figlio di un diplomatico presso l'ambasciata italiana e di una cantante statunitense. Seguendo il padre, ha vissuto in Giordania, Danimarca (dove ha imparato un buon inglese in una scuola americana) e Francia. A Roma ha imparato a suonare la chitarra all'età di dieci anni. Ha frequentato il Lycée Chateaubriand di Roma. A carriera già iniziata si è laureato in letteratura francese all'Università di Roma "La Sapienza" nel 1983.

### Anni Ottanta
Inizia cimentandosi in vari generi musicali, tra cui jazz, rock e punk rock. A seguito dell'incontro con Paul Micioni viene prodotto il singolo Masterpiece, brano di grande successo nel 1982; pubblicato inizialmente dall'etichetta indipendente Best Record, viene in seguito ristampato dalla Baby Records di Freddy Naggiar che permette al brano, grazie alle divisioni marketing e alle capacità dello stesso Naggiar nel ruolo di produttore discografico, di raggiungere traguardi importanti.
Nell'estate del 1983, ancora sotto la guida di Naggiar, Gazebo pubblica proprio con la Baby Records il singolo I Like Chopin, composto dal maestro Pierluigi Giombini su testo di Gazebo stesso: il brano rimane in testa alle classifiche europee per settimane e diventa il successo più grande del musicista. Il passo successivo è la pubblicazione dell'omonimo album d'esordio, dal quale verranno estratti i singoli Lunatic (tra le prime venti posizioni nelle classifiche di molti Paesi europei) e Love in your eyes. Nello stesso anno Gazebo scrive il testo di Dolce vita, destinato a diventare il più grande successo discografico nella carriera di Ryan Paris, con le prime posizioni in classifica in molti Paesi europei.
L'album del 1984 Telephone Mama non incontra grande favore di pubblico e dopo Univision, terzo album di Gazebo, il cantante comincia la carriera di produttore e arrangiatore. I Like Chopin e Dolce vita vengono inseriti nella colonna sonora del film Vacanze di Natale di Carlo Vanzina, il primo cinepanettone italiano, uscito nel 1983.

### Dagli Anni Novanta ad oggi
Negli anni successivi Gazebo produce altri 6 album, tra i quali la raccolta di successi Portrait & Viewpoint.
Nel 2001 partecipa alla trasmissione La notte vola di Canale 5, gara musicale tra i brani più famosi degli anni Ottanta, nella quale presenta I Like Chopin con cui arriva in finale, raggiunge il primo posto nelle classifiche di molti paesi ed entra nelle top dieci in molti altri paesi. Vince il “Top European Chart Act Award” della Britannica “Music Week” e la “Vela d’Oro” a Riva del Garda per le vendite dell’album in Europa ed Italia. Nell'autunno del 2006 lancia il singolo Tears for Galileo che scala le classifiche fino ad arrivare al primo posto nella Eurodance chart. 
Nel dicembre 2007, in seguito ad una gara di remix, escono le prime due versioni del singolo Ladies!: l'idea era di mettere a disposizione dei Dj e dei musicisti le tracce vocali, dando loro la possibilità di fare loro le versioni. Arrivano oltre 40 remix; le 12 versioni più belle escono poi su iTunes e su CD. Nel 2008 pubblica The Syndrone, l'album che include il singolo Virtual Love e che segna il ritorno dell'artista sulla scena internazionale.
Nel 2011, distribuito esclusivamente attraverso i negozi digitali, esce Queen of Burlesque. Nel 2013 esce I Like... Live!, 30 anni di carriera in un doppio CD con 21 brani registrato in Europa durante il Syndrone Tour; distribuito online dalla Softworks dal suo sito, il progetto è disponibile anche nei grandi stores digitali. 
Nell'autunno 2015, anticipato dal singolo Blindness, esce l'album Reset con altri due singoli, la ballata Wet Wings e The Secret. Nel luglio 2017 a Gazebo viene conferito il "Grand Prix Corallo Città di Alghero" per gli oltre trent'anni di carriera. A Roma, nell’ambito della manifestazione “Sette Colli”, riceve un riconoscimento speciale grazie al voto di migliaia di persone.
Nel 2018 esce Italo By Numbers in cui l'artista reinterpreta i più grandi successi degli anni '80 del panorama musicale italiano e non solo: da Easy Lady di Spagna a Self Control di Raf, passando per Dolce Vita di Ryan Paris di cui è autore del testo. In questo album Gazebo inserisce un inedito, per la prima volta cantato in italiano: La Divina, che racconta la storia del suo maestro di canto, innamorato della cantante lirica Maria Callas, la Divina appunto; il pezzo è presente anche nella sua versione originale inglese, sempre di Gazebo, intitolato Untouchable. Nei titoli di testa del film natalizio 2018 di Boldi e De Sica Amici come prima viene inserita Masterpiece. 
Il 22 maggio 2020 esce una versione inedita di I Like Chopin dedicata ai medici e infermieri in prima linea per l'emergenza COVID-19.
Il 2 ottobre 2021 Gazebo è ospite del programma Arena Suzuki '60 '70 '80 condotto da Amadeus su Rai 1, dove canta la sua canzone più famosa, I Like Chopin. Il 15 luglio 2022 è ospite del programma Top 10 condotto da Carlo Conti su Rai 1, dove canta sempre il suo cavallo di battaglia.

## Discografia
Album in studio
- 1983 - Gazebo
- 1984 - Telephone Mama
- 1986 - Univision
- 1988 - The Rainbow Tales
- 1989 - Sweet Life

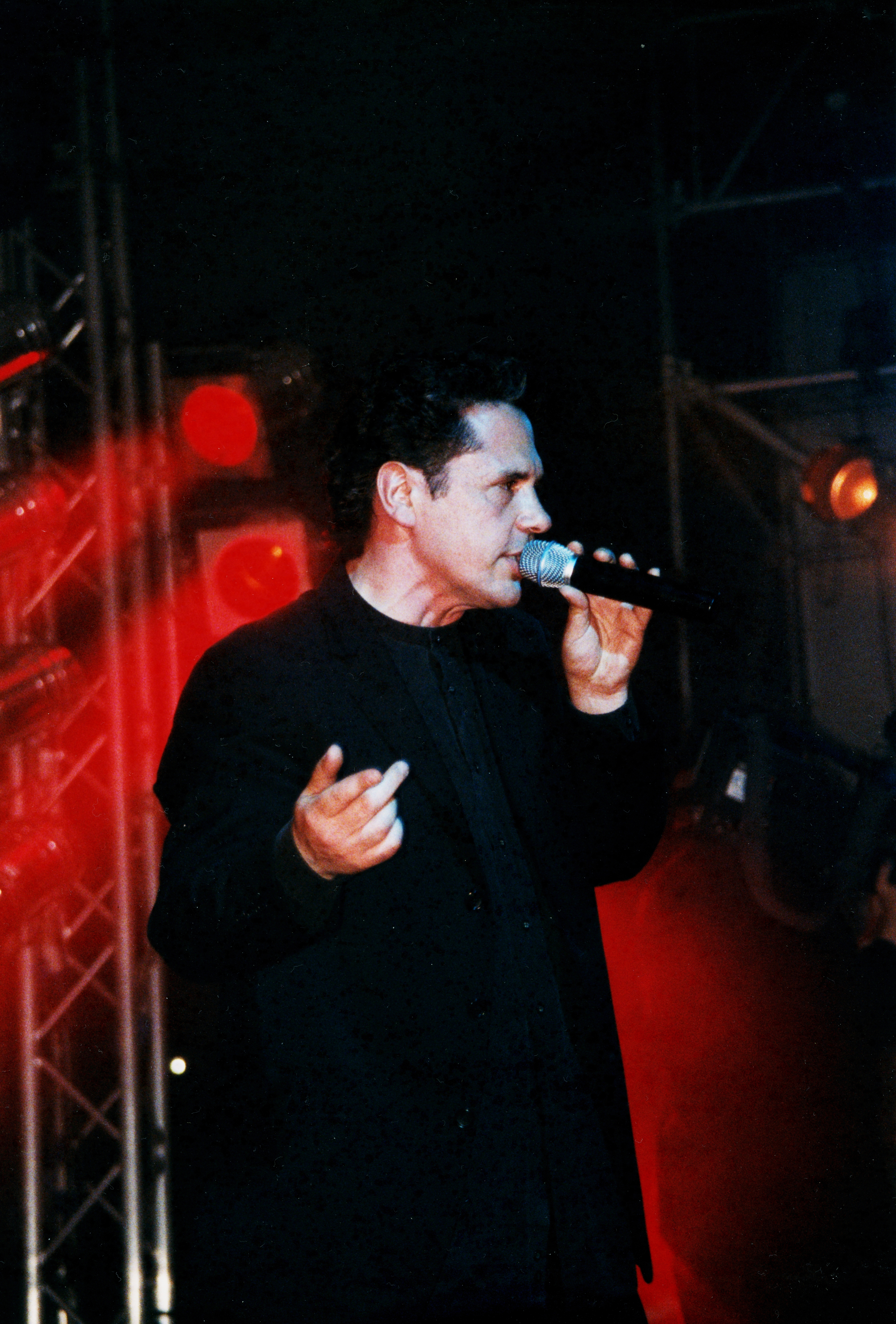
Gazebo live

- 1991 - Scenes From The News Broadcast
- 1994 - Portrait
- 1997 - Viewpoint
- 2000 - Portrait & Viewpoint
- 2007 - Ladies! The Art Of Remixage
- 2008 - The Syndrone
- 2013 - I Like... Live!
- 2015 - Reset
- 2018 - Italo by Numbers

Singoli
- 1982 - Masterpiece/Masterpiece (instrumental)
- 1983 - I like Chopin/I like Chopin (instrumental)
- 1983 - Lunatic/Lunatic (instrumental)
- 1983 - Love in your eyes/Love in your eyes (instrumental)
- 1984 - Telephone mama/Strategy
- 1984 - First
- 1984 - For Anita
- 1986 - Trotsky burger/Trotsky burger (instrumental)
- 1986 - Sun goes down on Milkyway/Pain
- 1987 - Give me one day.../Diamonds are forever
- 1988 - Coincidence
- 1989 - Dolce Vita
- 1991 - Fire
- 1991 - The 14th of July
- 1991 - I like Chopin 91 (remix)
- 2000 - Masterpiece 2K (remix)
- 2006 - Tears for Galileo
- 2007 - Ladies!
- 2008 - Virtual love
- 2011 - Queen of Burlesque
- 2015 - Blindness

Videoclip
- 1982 - Masterpiece
- 1983 - I like Chopin
- 1983 - Lunatic
- 1984 - Telephone mama
- 2008 - Tears For Galileo
- 2008 - Virtual love
- 2011 - Queen of Burlesque
- 2015 - Blindness
- 2015-2016 - Yell it Away (The Secret)
- 2015-2016 - Wet Wings
- 2015-2017 - Europa
- 2017 - The Fourteenth Of July

## Filmografia
- Strani Ritmi - La storia del dj Marco Trani (2014)